# The Hour of Bewilderbeast
The Hour of Bewilderbeast è il primo album in studio del musicista britannico Badly Drawn Boy, pubblicato nel 2000.

## Tracce
1. The Shining – 5:18
2. Everybody's Stalking – 3:39
3. Bewilder – 0:48
4. Fall in a River – 2:17
5. Camping Next to Water – 3:50
6. Stone on the Water – 3:58
7. Another Pearl – 4:27
8. Body Rap – 0:45
9. Once Around the Block – 3:44
10. This Song – 1:32
11. Bewilderbeast – 3:30
12. Magic in the Air – 3:43
13. Cause a Rockslide – 5:55
14. Pissing in the Wind – 4:19
15. Blistered Heart – 1:50
16. Disillusion – 5:19
17. Say It Again – 4:41
18. Epitaph – 3:50